# Double tournois
Ne doit pas être confondu avec Double tournoi.
Le double denier tournois, appelé communément double tournois, est une ancienne monnaie d'une valeur de deux deniers tournois émise par les rois de France à partir de la fin du XIIIe siècle. Elle s'insérait dans le système tournois : six doubles tournois formaient un sou tournois. Vingt sous tournois formaient une livre tournois.
Le double tournois a été frappé pendant plusieurs siècles, de Philippe le Bel à Louis XIV. Cette monnaie a connu un très grand succès à partir du règne d'Henri III et sous les règnes d'Henri IV et de Louis XIII.
On peut distinguer deux périodes de production des doubles tournois :
- la période médiévale et post-médiévale, où le double tournois est une monnaie de billon frappée au marteau ;
- la période d'Henri III à Louis XIV où le double tournois est une monnaie de cuivre pur produite via la frappe au balancier.

## Période médiévale et post-médiévale: les doubles tournois de billon

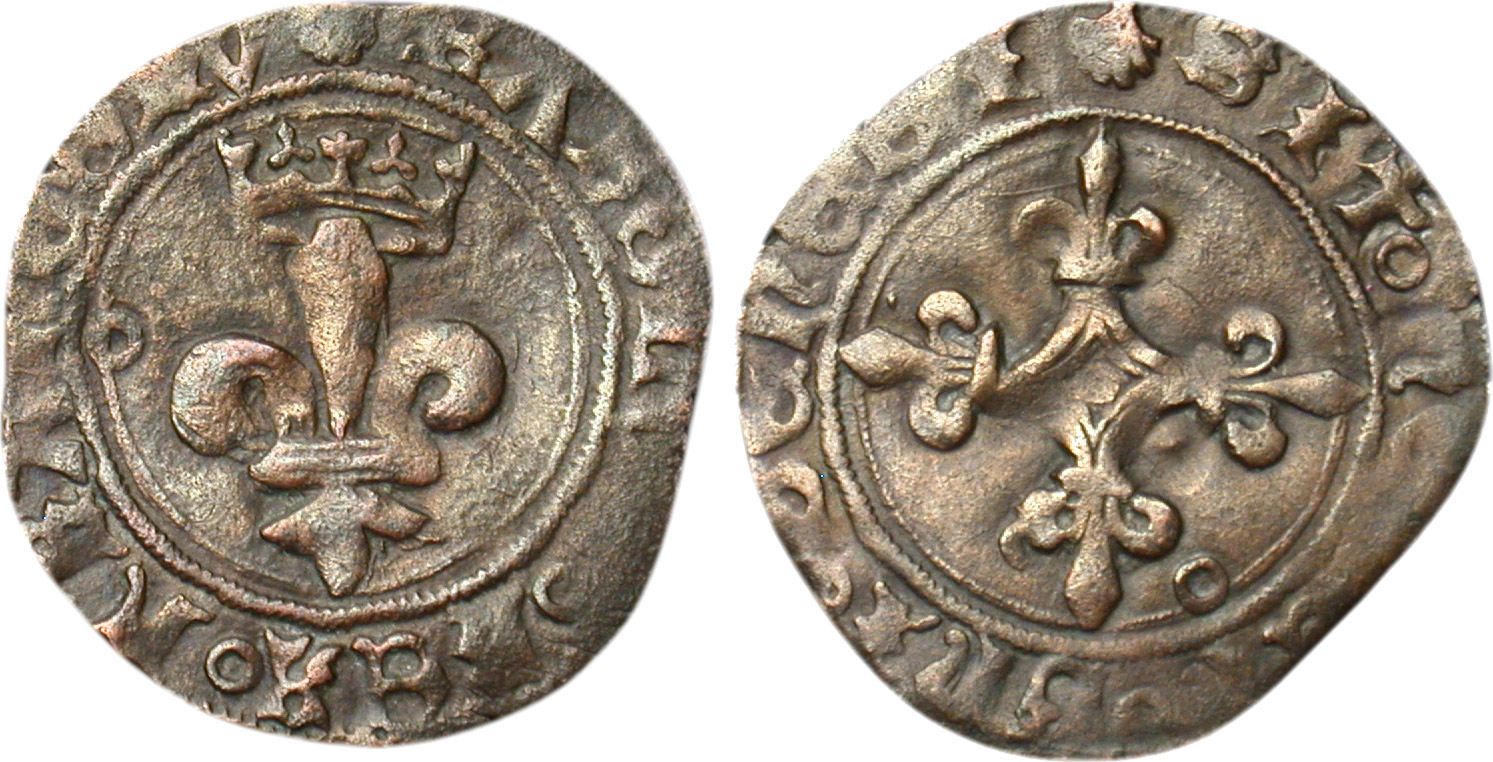
Double tournois frappé sous Charles VII (1489), Dijon, poids de 1,21 g.

À la fin du XIIIe siècle, la création du double tournois permet au roi de France Philippe le Bel de trouver rapidement des ressources à bon compte. En effet, le double tournois ne représente pas pondéralement la valeur de deux deniers tournois qu'il affiche avec la légende MONETA DUPLEX. Les nouveaux doubles tournois pèsent de 0,9 g à 1,3 g, alors que les deniers tournois ont un poids de l'ordre de 0,9 g à 1,1 g. On peut aisément imaginer l'accueil hostile de la population qui qualifiera Philippe le Bel de roi « faux-monnayeur ». À cet égard, on peut faire le parallèle avec la création au IIIe siècle de l'antoninien, qui fut émis pour une valeur théorique de deux deniers mais qui ne correspondait pas à deux deniers en valeur pondérale.
Les rois de France émettront des doubles tournois tout au long du Moyen Âge et lors de la période post-médiévale (1492-1580). Il s'agit de monnaies de billon très cuivreux contenant 15 à 20 % d'argent pour 80 % à 85 % de cuivre. Elles font partie de la catégorie des monnaies dites « noires »'. On trouvera ci-après la description sommaire des doubles tournois de billon émis par les rois de France.
- Philippe le Bel : monnaie au châtel tournois encadré de deux fleurs de lis; légende MON DUPLEX REGAL. Poids d'exemplaires: 0,9 à 1,3 g. Le double tournois a son divisionnaire: la mite royale ou demi-double.
- Philippe VI : monnaie aux lettres F-R-A-N dans le champ ou à la grande couronne; légende MONETA DUPLEX. Poids d'exemplaires: 1,16 et 1,17 g. Divisionnaires: denier au châtel tournois fleurdelysé et maille tournoise.
- Jean II le Bon : plusieurs types de doubles tournois: 1°) dans le champ REX sous une couronne, croix fleurdelysée à long pied et ; 2°)châtel tournois fleurdelysé couronné; 3°) trois fleurs de lis sous couronne (ce type sera très largement repris par la suite); 4°) couronne sur laquelle est écrit le mot REX. Légende MONETA DUPLEX. Poids d'exemplaires: 1,10 et 1,17 g.
- Charles V : sous ce roi, la monnaie est considérablement simplifiée. Pas de double tournois connu.
- Charles VI : monnaie aux trois lys; légende MONETA DUPLEX. Poids d'exemplaires: 1,30 g. Divisionnaires: denier tournois à deux lis et maille tournoise à un lis. On frappe également un double tournois appelé "niquet" à la grosse fleur de lys couronnée et à la légende de revers DUPLEX TURONUS FRĀCIE.
- Charles VII : plusieurs types de doubles tournois: trois lis accostés, trois lis dans trilobe, K sous couronne, K sur deux lis; légende DUPLEX TURONUS FRANCIE et variantes. Poids d'exemplaires: 1,11 g.  Divisionnaires: denier tournois à deux lis et maille tournoise à un lis.
- Louis XI: trois lis dans rosace bordée d'annelets; légende DUPLEX TURONU ou SIT NOMEN BENEDICTUM. Divisionnaires: denier tournois à deux lis dans trilobe et maille tournoise à un lis.
- Charles VIII : trois lis dans rosace trilobée; légende DUPLEX TURONUS FRAC. Divisionnaires: denier tournois à deux lis dans trilobe et maille tournoise à un lis dans un trilobe.
- Louis XII : trois lis dans rosace trilobée; légende SIT NOMEN DNI BENEDICTUM; double tournois de Provence à la croix potencée. Divisionnaire: denier tournois à deux lis dans trilobe.
- François Ier : trois lis dans trilobe ou sans trilobe; revers croix pattée ou croisette; légende SIT NOMEN DNI BENEDICTUM; module réduit. Poids d'exemplaires: 1,11g et 1,21 g.
- Henri II : même type.
- Charles IX : trois lis sous couronne; croix échancrée au revers; légende SIT NOM DNI BENE.
- Henri III: même type. Le règne d'Henri III est une période charnière au cours de laquelle le double tournois de billon va être remplacé par un double tournois de cuivre.

## Doubles tournois de cuivre

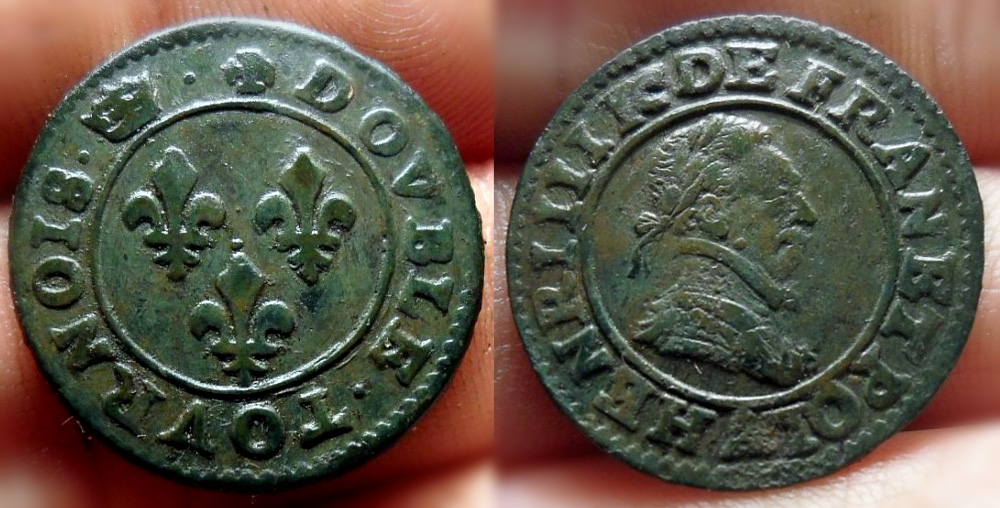
Double tournois frappé sous Henri III (s.d., 1588-1589, Paris [A], revers et avers).

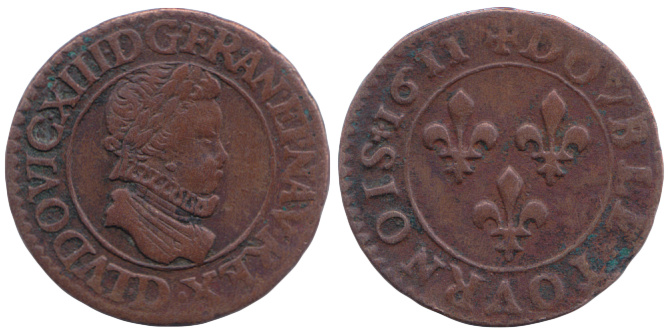
Double tournois frappé sous Louis XIII [enfant], 1611, Paris [A], avers et revers.

La population française était traditionnellement très attachée à la valeur intrinsèque des espèces. Il était ainsi nécessaire que la plus petite monnaie contienne une parcelle, même infime, de métal précieux et présente un aspect argenté. Fabriqué en cuivre pur à partir du règne d'Henri III et d'un poids de 2,5 g, le double tournois a marqué un tournant à travers l'apparition d'une monnaie fiduciaire ne contenant pas de métal argent et ne donnant pas l'illusion d'en contenir.
Grâce au cuivre de Suède, le double tournois fut fabriqué en quantités très importantes sous Henri III, Henri IV et Louis XIII. Il s'agit alors d'une petite monnaie d'un poids officiel de 3,138 g qui présente au droit le nom, la titulature et le portrait du roi et, la plupart du temps, le millésime et une lettre désignant l'atelier de production. Le revers arbore au centre dans le champ trois fleurs de lys posées 2 et 1 et indique la valeur "Double tournois" en français. Sous Henri III, certains doubles tournois sont encore frappés à la main mais le machinisme va l'emporter, ce qui permet une production quasiment industrielle. En parallèle à cette fabrication de doubles, on frappa des deniers tournois au même type, de module plus réduit et ne comportant que deux fleurs de lys au lieu de trois.
Les doubles et deniers tournois furent repris ou copiés par de nombreux princes et notamment :
- le cardinal de Bourbon sous le nom de Charles X ;
- Maximilien de Béthune duc de Sully et son petit-fils Maximilien III ;
- les princes Louis III de Bourbon, duc de Montpensier, François II de Bourbon-Montpensier et Henri de Bourbon-Montpensier, Marie de Bourbon-Montpensier et Gaston d'Orléans pour la principauté de Dombes ;
- les princes d'Orange, Frédéric-Henri de Nassau, Guillaume II d'Orange-Nassau, Guillaume-Henri de Nassau, Frédéric-Maurice II de La Tour d'Auvergne ;
- le pape Urbain VIII ;
- Henriette de Lorraine, princesse de Phalsbourg et de Lixheim ;
- les princes Charles Ier et Charles II Gonzague ;
- le prince François de Bourbon-Conti ;
- le prince de Sedan Guillaume-Robert de La Marck ;
- Henri de La Tour d'Auvergne et Frédéric-Maurice de la Tour d'Auvergne, princes de Sedan et ducs de Bouillon ;
- Honoré II Grimaldi, prince de Monaco ;
- Jean-Théodore, comte de Loewenstein-Wertheim Rochefort, seigneur de Cugnon.

La frappe des doubles tournois royaux fut abandonnée au début du règne de Louis XIV. Les derniers doubles tournois français connus ont été émis en 1644 et 1647 à l'effigie juvénile du roi-Soleil et pour un poids officiel de 3,24 g. Leur  tirage semble avoir été très limité. Ces petites monnaies, d'une valeur très faible, furent supplantées par le liard de France, d'une valeur de trois deniers tournois (poids officiel: 3,824 g) et qui fut fabriqué en grande partie à l'aide des anciens doubles tournois décriés.